# Bagnolo San Vito
Bagnolo San Vito (lombardul: San Vito Bagnöl) település Olaszországban, Lombardia régióban, Mantova megyében. Lakosainak száma 5880 fő (2023. január 1.). Bagnolo San Vito Mantova, San Benedetto Po, Borgo Virgilio, Roncoferraro és Sustinente községekkel határos.

## Népesség
A település népességének változása:
| Lakosok száma | 5963 | 5938 | 5880 |
|               | 2017 | 2018 | 2023 |